# Valentín Alsina (Stadt)
Valentín Alsina ist eine Stadt im Verwaltungsgebiet Lanús in der Provinz Buenos Aires (Argentinien). 

## Geographie
Die Stadt befindet sich im Ballungsraum Gran Buenos Aires.

## Geschichte
Die Stadt wurde nach Valentín Alsina (1802–1869), zweimaliger Gouverneur des Staates Buenos Aires benannt. Hier wurde der Tangosänger und -dichter Tito Reyes (1928–2007) geboren.

## Persönlichkeiten
- Mabel Manzotti (1938–2012), Film-, Bühnen- und Fernsehschauspielerin
- Oscar Garré (* 1956), Fußballspieler
- Ricardo Montaner (geb. 1957), Sänger und Songwriter
- Sandro de América (1945–2010), Sänger und Schauspieler